# Bartłomiej Drągowski
Bartłomiej Drągowski (Polish pronunciation: [bartwɔ.mʲɛj drɔŋ'ɡɔfski ], n. 19 august 1997, Białystok, Polonia) este un fotbalist din Polonia, care joacă pe post de portar la Panathinaikos în Superliga Greacă. Pe plan internațional, are prezențe la națională pentru Polonia U17⁠(d), Polonia U19⁠(d), Polonia U21⁠(d), Polonia U20⁠(d) și Polonia. Și-a început cariera la echipa poloneză Jagiellonia Białystok, pentru care a jucat în mai mult de 50 de meciuri, după care a semnat cu Fiorentina în 2016.

## Cariera pe echipe

### Jagiellonia Białystok
Născut în Bialystok, Polonia, Drągowski este fiul fostului fotbalist Dariusz Drągowski, care a jucat pentru Jagiellonia Białystok și Siarka Tarnobrzeg în timpul carierei sale. Absolvent al aceleași academii a clubului ca și tatăl său, Dragowski și-a făcut debutul la Ekstraklasa la vârsta de 16 ani într-un meci terminat la egalitate, scor 4-4 cu Korona Kielce, la 27 mai 2014. În august, i s-a oferit șansa să apere poarta Jagielloniei, intrând în locul lui Jakub Słowik, care luase un cartonaș roșu într-un meci împotriva lui Śląsk Wrocław. În urma performanței sale din timpul meciului, Dragowski a păstrat tricoul numărul unu, iar la sfârșitul sezonului următor a fost numit cel mai bun portar al diviziei, descoperirea sezonului și a fost votat drept al treilea cel mai bun jucător la general. El a jucat în total în 69 de meciuri pentru club în toate competițiile, incluzând aici meciurile din campionat, Cupa Poloniei și UEFA Europa League.

### Fiorentina
La 4 iulie 2016, a semnat un contract pe cinci ani cu Fiorentina din Serie A. El a avut un prim sezon dificil la club, fiind a treia opțiune de portar în spatele lui Ciprian Tătărușanu și Luca Lezzerini și, mai târziu, a lui Marco Sportiello, lipsind câteva luni din echipă din cauza unei accidentări la genunchi. Debutul, și singurul meci jucat în acel sezon, a venit în ultima etapă de campionat, în remiza scor 2-2 cu Pescara.

#### Împrumutul la Empoli
La 22 ianuarie 2019, Dragowski a fost împrumutat la Empoli până la 30 iunie 2019. El a atras atenția după ce nu a primit gol și a respins șaptesprezece șuturi în meciul din Serie A cu Atalanta, de pe 15 aprilie, un nou record al campionatului. În total, au fost date 47 de șuturi, dintre care 18 au fost pe poartă

## La națională

### Echipele naționale de tineret ale Poloniei
Dragowski a reprezentat Polonia la mai multe categorii de vârstă de la debutul său pentru echipa U17 în 2014. În iunie 2017, a fost unul dintre cei 23 de jucători numiți în echipa U21 de către Marcin Dorna pentru Campionatul European sub 21 de ani, care a fost găzduit chiar de Polonia.